# Damián Castagno
Damián Castagno (Salto, Buenos Aires, Argentina; 25 de febrero de 1986) es un futbolista argentino. Juega de mediocampista en Club Defensores de Salto de la Torneo Federal B.

## Trayectoria

### Primeros pasos en Salto e ida a España
Sus inicios fueron en un Club de su tierra natal, el Club Defensores de Salto. Pero luego decidió dar un paso un poco más grande en su carrera como futbolista, y fue a jugar al exterior más precisamente a la Sociedad Deportiva Compostela (2004) del ascenso del fútbol español. Sin embargo le costó adaptarse al estilo de juego del equipo, sintiéndose incómodo.

### Vuelta al país
Volvió a Argentina definitivamente para jugar en el Club Almagro de la Primera B Nacional, segunda categoría del fútbol nacional. No jugó muchos encuentros con la camiseta del "tricolor". Tan solo 10 partidos sin convertir goles.
Por eso para la temporada 2008/2009 volvió a Defensores de Salto, de su ciudad donde pudo adquirir mayor continuidad.
En el segundo semestre del 2009, Castagno emigró a Sarmiento de Junín debido a que el técnico Mario Finarolli (que estaba en Sarmiento) lo conocía de su paso por en el club de Salto y lo había convocado para que juegue en la institución juninense. Jugó en total 52 partidos (34 en la primera temporada y 18 en la segunda) en el equipo de Junín, donde solo marcó 1 gol (a su ex club Almagro).

### Nueva Chicago
A mediados del 2011, es contratado por Nueva Chicago. El técnico Mario Finarolli había emigrado a la institución verdinegra y no dudó en llamar a Castagno. En la temporada 2011-2012 consiguió el ascenso a la Primera B Nacional, ganándole en una mítica promoción a Chacarita Juniors. Hizo una buena temporada, donde ganó continuidad y demostró ser una pieza importante a la hora de atacar. Jugó 29 partidos habiendo y convirtió 3 goles con la camiseta de Chicago en ese campeonato.
Para la temporada 2012/13, el mediocampista disputó 9 partidos, habiendo perdido la continuidad que tenía anteriormente. De hecho en el fin del ciclo en la conducción técnica de Mario Franceschini, la de Ángel Bernuncio y René Kloker, Castagno no fue muy tenido en cuenta siendo relegado a la suplencia.
Al finalizar la temporada,el "turco" no tenía lugar en el equipo y decidió quedarle por el hecho de que Mario Finarolli le prometió que iba a ser tenido en cuenta por el cuerpo técnico. Sin embargo, para la temporada 2013/14, solo disputó 8 partidos, ya que no tuvo continuidad con la conducción técnica de Pablo Guede.
En total jugó 46 partidos marcando 3 goles con la camiseta de Chicago.

### Flandria y Comunicaciones
El 27 de febrero de 2014, el centrocampista firmó la desvinculación con su exequipo, para pasar por un préstamo de seis meses, al Club Social y Deportivo Flandria que estaba comprometido con los promedios y le habían dado un cupo más por la lesión de un jugador del plantel. Sin embargo, a pesar de los 2 goles en los 17 partidos, Flandria descendió a la cuarta división del fútbol argentino.
Luego del descenso, a Castagno se le terminó el contrato con Flandria y decidió emigrar a otro club. El Club Comunicaciones de la Primera B decidió ficharlo a finales de junio de 2014 con un contrato de 18 meses de duración. En su primer semestre disputó 17 partidos convirtiendo 4 goles.

## Clubes
| Club                   | País      | Año         |
| ---------------------- | --------- | ----------- |
| Defensores de Salto    | Argentina | 2006        |
| Compostela             | España    | 2007        |
| Almagro                | Argentina | 2007 - 2008 |
| Defensores de Salto    | Argentina | 2008 - 2009 |
| Sarmiento de Junín     | Argentina | 2009 - 2011 |
| Nueva Chicago          | Argentina | 2011 - 2014 |
| Flandria               | Argentina | 2014        |
| Comunicaciones         | Argentina | 2014 - 2015 |
| Club Peñarol Elortondo | Argentina | 2016        |

## Estadísticas
| Club                                                        | Partidos | Goles | Prom. · |
| ----------------------------------------------------------- | -------- | ----- | ------- |
| Defensores de Salto                                         | 20       | 3     | 0,15    |
| Compostela                                                  | 0        | 0     | 0,00    |
| Almagro                                                     | 11       | 0     | 0,00    |
| Sarmiento de Junín                                          | 52       | 2     | 0,04    |
| Nueva Chicago                                               | 46       | 3     | 0,08    |
| Flandria                                                    | 17       | 2     | 0,11    |
| Comunicaciones                                              | 17       | 4     | 0,22    |
| Total                                                       | 163      | 14    | 0,08    |
| Última actualización: Comunicaciones vs. Platense, 15.11.14 |          |       |         |

## Palmarés
| Club          | Campeonato                | País      | Año         |
| ------------- | ------------------------- | --------- | ----------- |
| Nueva Chicago | B Metropolitana (Ascenso) | Argentina | 2011 - 2012 |